# Eparchie norilská
Eparchie norilská je eparchie ruské pravoslavné církve nacházející se v Rusku.

## Území a titul biskupa
Zahrnuje správní hranice území městského okruhu Norilsk, také Turuchanského a Tajmyrského Dolgano-Něněckého rajónu Krasnojarského kraje.
Eparchiálnímu biskupovi náleží titul biskup norilský a turuchanský.

## Historie
Eparchie byla 30. května 2014 rozhodnutím Svatého synodu oddělením území z jenisejské eparchie. Stala se součástí krasnojarské metropole.
Prvním eparchiálním biskupem se stal archimandrita Agafangel (Dajněko), duchovní krasnojarské eparchie.

## Seznam biskupů
- od 2014 Agafangel (Dajněko)